# Andreas Planer

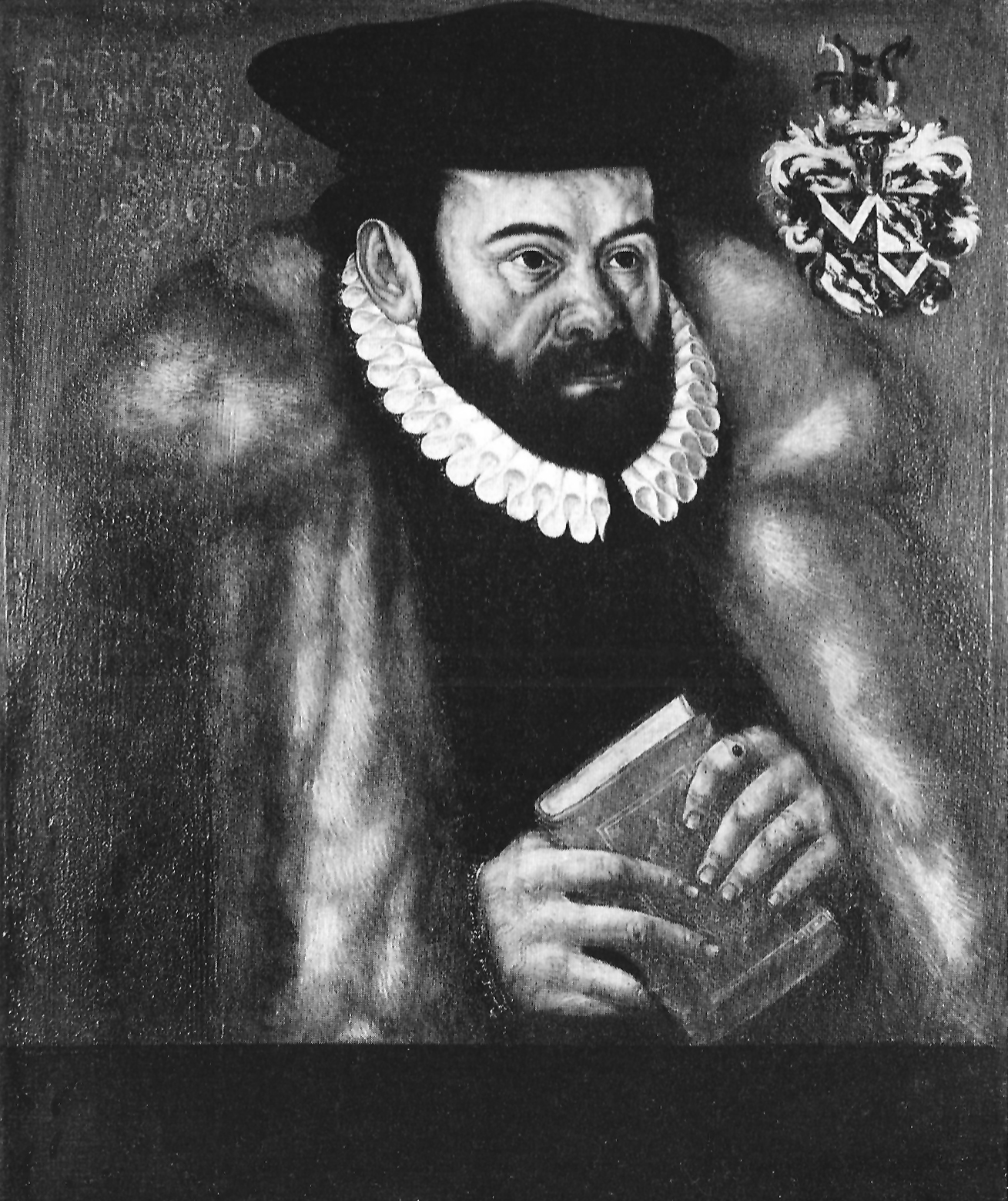
Andreas Planer in der Tübinger Professorengalerie

Andreas Planer (* 1546 in Bozen; † 29. August 1606 in Tübingen) war deutscher Arzt und Philosoph, Professor der Logik, Metaphysik und Medizin in Straßburg und Tübingen sowie Rektor in Tübingen. Er nannte sich stets Athesinus.

## Leben und Wirken
Nach Vorbereitungsstudien in Bozen und Lindau zog er 1564 an die Universität Tübingen. Nachdem er dort 1566 die Magisterwürde und 1569 den Doktorgrad in der medizinischen Fakultät erlangt hatte, fand er 1570 Anstellung an der Universität Straßburg als Professor der Logik und der Medizin. Im Jahr 1578 wurde er in gleicher Doppelfunktion nach Tübingen an die Stelle des verstorbenen Jakob Schegk berufen. Er stand dort in hohem Ansehen und führte dreimal das Rektorat. Unter seinen Schriften gehört eine ausführliche und sachgemäße Erklärung des aristotelischen Organons, die in drei Teilen erschien:
- „Quaestionum dialecticarum pars prima“ (1580, 2. Auflage 1584)
- „Organi Aristotelis Analytica priora quaestionibus exposita“ (1582)
- „Scientia demonstrandi ab Aristotele duobus posteriorum Analyticorum libris conscripta“ (1586)

Er nahm hierbei eine Gegenposition zu der rhetorischen Richtung des Petrus Ramus ein sowie als echter strenger Aristoteliker gegen platonisierende Ansichten.
Seine wenig bedeutenden medizinischen Arbeiten sind mit Ausnahme eines größeren Werkes „Methodus medendi“ (2 Bände. 1583–1585. 8°) in kleineren akademischen Gelegenheitsschriften niedergelegt:

## Familie
Andreas Planer war ein Sohn des Ehepaares Andreas Planer und Katharine Planer, geb. Lieb. Er heiratete am 7. Mai 1570 in Tübingen Agathe Liebler (* 1549 in Tübingen; † 14. Dezember 1597 ebenda). Das Ehepaar hatte einen Sohn, Johann Planer (* 1582; † 1629).